# Polysyncraton arafurensis
Polysyncraton arafurensis är en sjöpungsart som beskrevs av Takasi Tokioka 1952. Polysyncraton arafurensis ingår i släktet Polysyncraton och familjen Didemnidae. Inga underarter finns listade i Catalogue of Life.